# جيانكارلو كارمونا
جيانكارلو كارمونا (بالإسبانية: Giancarlo Carmona) (12 أكتوبر 1985 بليما في بيرو - ) هو مدرب كرة قدم ولاعب كرة قدم بيروفي في مركزي الوسط والظهير. شارك مع منتخب البيرو تحت 20 سنة لكرة القدم ومنتخب بيرو لكرة القدم. أما مع النوادي، فقد لعب مع أليانزا ليما والجامعي دي بيرو ونادي سان لورينزو ونادي سبورتينغ كريستال وAlianza Atlético ‏ ونادي خوسيه جالفيز ‏ وموشك رونا ‏ ونادي جامعة كاخاماركا التقنية ‏.

## وصلات خارجية
- جيانكارلو كارمونا على موقع قاعدة بيانات كرة القدم.إي يو (الإنجليزية)
- جيانكارلو كارمونا على موقع ناشيونال فوتبول تيمز (الإنجليزية)
- جيانكارلو كارمونا على موقع Soccerway.com (الإنجليزية)